# 1094-es busz
Az 1094-es jelzésű autóbuszvonal távolsági autóbuszjárat Budapest és Makó között, Csongrád, Szentes, Hódmezővásárhely érintésével, melyet a Volánbusz Zrt. lát el.

## Közlekedése
Budapest és Makó között nyolc járatpár szállítja az utasokat, melyekből kettő a hetek első munkanapját megelőző napokon közlekedik. Egy járat Budapest és Hódmezővásárhely között közlekedik. Hódmezővásárhely és Makó között egyes járatok Földeákon keresztül, más járatok Maroslelén keresztül közlekednek.
A járatra Budapesten, csak előre váltott, helyfoglalást tartalmazó menetjeggyel lehet felszállni.

## Megállóhelyei
| 1094 (Budapest – Szentes – Hódmezővásárhely – Makó) | 1094 (Budapest – Szentes – Hódmezővásárhely – Makó) | 1094 (Budapest – Szentes – Hódmezővásárhely – Makó) | 1094 (Budapest – Szentes – Hódmezővásárhely – Makó) | 1094 (Budapest – Szentes – Hódmezővásárhely – Makó) | 1094 (Budapest – Szentes – Hódmezővásárhely – Makó) | 1094 (Budapest – Szentes – Hódmezővásárhely – Makó)               | 1094 (Budapest – Szentes – Hódmezővásárhely – Makó) |
| sz.                                                 | sz.                                                 | Megállóhely                                         | sz.                                                 | sz.                                                 | Átszállási kapcsolatok | Fontosabb létesítmények                                           |                                                     |
| --------------------------------------------------- | --------------------------------------------------- | --------------------------------------------------- | --------------------------------------------------- | --------------------------------------------------- | --- | ----------------------------------------------------------------- | --------------------------------------------------- |
| 0                                                   | 0                                                   | Budapest, Népliget autóbusz-pályaudvar végállomás   | 12                                                  | 12                                                  | 1, 1A 83 254E 901, 914, 914A, 918, 950, 950A 607, 608, 616, 625, 626, 628, 629, 630, 631, 632, 633, 635, 636, 637, 650, 653, 654, 655, 656, 657, 660, 661, 679, 705 1080, 1085, 1087, 1090, 1092, 1110, 1111, 1113, 1115, 1120, 1121, 1123, 1125, 1130, 1131, 1134, 1136, 1172, 1173, 1174, 1175, 1176, 1177, 1183, 1184, 1185, 1188, 1194, 1204, 1205, 1212, 1215, 1216, 1229, 1251, 1253, 1254, 1257, 1268 | Népliget autóbusz-pályaudvar Népliget Planetárium, Groupama Aréna |                                                     |
| ∫                                                   | ∫                                                   | Budapest, Nagykőrösi úti piac                       | 11                                                  | 11                                                  | 54, 55, 84E, 89E, 294E 948 607, 608 |                                                                   |                                                     |
| 1                                                   | 1                                                   | Csongrád, autóbusz-állomás                          | 10                                                  | 10                                                  | 1, 1A, 3 1090, 1092, 1499, 1517, 1518, 1577 5001, 5004, 5010, 5011, 5100, 5105, 5107, 5109, 5110, 5111, 5112, 5123, 5140, 5255 |                                                                   |                                                     |
| 2                                                   | 2                                                   | Szentes, Kiss Zsigmond utca                         | 9                                                   | 9                                                   | 1090, 1092, 1499, 1518 5004, 5010, 5011, 5105, 5109, 5110, 5123, 5140, 5255 |                                                                   |                                                     |
| 3                                                   | 3                                                   | Szentes, autóbusz-állomás                           | 8                                                   | 8                                                   | 1, 3, 3A 1090, 1092, 1375, 1499, 1515, 1516, 1518, 1577 5004, 5007, 5010, 5011, 5105, 5109, 5110, 5120, 5121, 5122, 5123, 5125, 5126, 5127, 5128, 5129, 5130, 5132, 5140, 5143, 5150, 5255 |                                                                   |                                                     |
| 4                                                   | 4                                                   | Hódmezővásárhely, Jókai utca                        | 7                                                   | 7                                                   | 42, 43, 45 1090, 1515 5004, 5010, 5105, 5150 |                                                                   |                                                     |
| 5                                                   | 5                                                   | Hódmezővásárhely, Lázár utca                        | 6                                                   | 6                                                   | 43 1090, 1375 5004, 5010, 5105, 5150 |                                                                   |                                                     |
| 6                                                   | 6                                                   | Hódmezővásárhely, autóbusz-állomás végállomás       | 5                                                   | 5                                                   | 42, 43, 44 1090, 1374, 1375, 1441, 1486, 1515 4833, 4990, 5004, 5005, 5010, 5105, 5150, 5160, 5165, 5167, 5169 |                                                                   |                                                     |
| 7                                                   | 7                                                   | Hódmezővásárhely, METRIPOND                         | 4                                                   | 4                                                   | 41, 45 4833, 5105, 5165, 5167, 5169 |                                                                   |                                                     |
| ∫                                                   | 8                                                   | Szikáncs bejárati út                                | ∫                                                   | 3                                                   | 5169 |                                                                   |                                                     |
| ∫                                                   | 9                                                   | Földeák, községháza                                 | ∫                                                   | 2                                                   | 5012, 5169 |                                                                   |                                                     |
| 8                                                   | ∫                                                   | Batida, autóbusz-váróterem                          | 3                                                   | ∫                                                   | 5105, 5167 |                                                                   |                                                     |
| 9                                                   | ∫                                                   | Maroslele, kultúrház                                | 2                                                   | ∫                                                   | 5012, 5013, 5019, 5021, 5105, 5167, 5188 |                                                                   |                                                     |
| 10                                                  | 10                                                  | Makó, kórház bejárati út                            | 1                                                   | 1                                                   | 5015, 5105, 5167 |                                                                   |                                                     |
| 11                                                  | 11                                                  | Makó, autóbusz-állomás végállomás                   | 0                                                   | 0                                                   | 5013, 5015, 5017, 5018, 5019, 5020, 5021, 5022, 5023, 5105, 5167, 5169, 5183, 5184, 5187, 5188, 5189, 5190 |                                                                   |                                                     |